# Jüdischer Friedhof Siefersheim
Der Jüdische Friedhof Siefersheim ist ein Friedhof in der Ortsgemeinde Siefersheim im Landkreis Alzey-Worms in Rheinland-Pfalz. 
Der jüdische Friedhof liegt neben dem christlichen Friedhof des Ortes an der Friedhofstraße.
Auf dem Friedhof befinden sich zwei jüdische Grabstätten aus der Zeit um 1916 mit zwei Grabsteinen.